# Diamante Espíritu de De Grisogono
| Espíritu de De Grisogono | Espíritu de De Grisogono |
| ------------------------ | ------------------------ |
| El diamante en un anillo |                          |
| Quilates                 | 312,24                   |
| Gramos                   | 62,448                   |
| Color                    | Negro                    |
| Talla                    | Mogul                    |
| País                     | República Centroafricana |
| Tallador                 | Fawaz Gruosi             |
| Propietario original     | De Grisogono             |

El Espíritu de De Grisogono es el diamante negro tallado más grande del mundo y el quinto más grande del mundo en total. Con un peso inicial en bruto de 587 quilates (117,4 gramos), fue extraído en el oeste de la República Centroafricana y tallado por el joyero suizo De Grisogono. El diamante de talla mogul resultante pesa 312,24 quilates (62.448 gramos) y está engastado en un anillo de oro blanco con 702 diamantes blancos más pequeños que suman un total de 36,69 quilates (7,338 gramos). Se dice que el anillo ha sido vendido.